# Victor Scialac
Victor Scialac, (en syriaque: Naṣrallāh Shalaq al-'Āqūrī), était un prêtre maronite qui a collaboré avec l’orientaliste français François Savary de Brèves au XVIIe siècle.
Ancien étudiant du Collège maronite de Rome Scialac est recruté, avec son collègue Gabriel Sionite, par François Savary de Brèves pour remplir un travail de rédaction et de traduction pour la maison d'édition de Brèves, la Typographia Savariana,
Victor Scialac participe à la publication d'une édition bilingue latin-arabe d'un catéchisme du cardinal Bellarmin en 1613, et, en 1614, à une édition biligue latin-syriaque du Livre des Psaumes,.
Victor Scialac rejoint Brèves à Paris, avec un autre prêtre maronite Jean Hesronite, afin d'y publier la première partie d'une Grammatica Arabica Maronitarum.
Brèves a également tenté d'établir un Collège oriental à Paris, mais a échoué par manque de fonds. Il réussit cependant à obtenir des pensions royales pour Sionite et Scialac, en qualités d'interprètes et de professeurs d'arabe et de syriaque au Collège royal.